# Сан Паоло (Напуљ)
Сан Паоло је насеље у Италији у округу Напуљ, региону Кампанија.
Према процени из 2011. у насељу је живело 37 становника. Насеље се налази на надморској висини од 199 м.